# Pemexgate
El Pemexgate fue un escándalo político en México, descubierto y denunciado a inicios del gobierno del presidente Vicente Fox (2000-2006). El término se refiere a PEMEX, empresa petrolera propiedad del gobierno mexicano y "Gate", el término utilizado para referirse a  un escándalo.

## Suceso
En 2001 se descubrió que fondos provenientes del sindicato de trabajadores de la compañía petrolera mexicana, Petróleos Mexicanos (PEMEX), fue indiscriminadamente utilizado para solventar la campaña presidencial de Francisco Labastida Ochoa, candidato por el Partido Revolucionario Institucional para las elecciones presidenciales del año 2000. A pesar de que los responsables no fueron presentados ante la Justicia, el partido fue multado con $1,000 millones de pesos mexicanos (alrededor de $90 millones de dólares estadounidenses). A pesar del ilegal desvío de multimillonarios recursos de los trabajadores y obreros para financiar una "Elección de Estado" a favor del candidato oficial, este no logró ganar las elecciones presidenciales del 2000. La prensa nombró al escándalo Pemexgate, como un juego de palabras en referencia al escándalo político estadounidense Watergate.